# Comté de Greenlee
Le comté de Greenlee, en anglais : Greenlee County, est un comté de l'État de l'Arizona aux États-Unis. Selon le recensement des États-Unis de 2020, il comptait 9 563 habitants. Son siège est la ville de Clifton. Il est nommé en référence à Mason Greenlee, pionnier de la première heure.

## Géographie
Selon le Bureau du recensement des États-Unis, le comté a une superficie totale de 4 787 km2 dont 4 784 km2 de terre et 4 km2 d'eau (soit 0,08 %).

### Comtés voisins
|                 | Comté d'Apache    |                                                |
| Comté de Graham | comté de Greenlee | Comté de Catron Comté de Grant Nouveau-Mexique |
|                 | Comté de Cochise  | Comté de Hidalgo Nouveau-Mexique               |

## Démographie
| Groupe            | Comté de Greenlee | Arizona | États-Unis |
| ----------------- | ----------------- | ------- | ---------- |
| Blancs            | 77,2              | 73,0    | 72,4       |
| Autres            | 15,0              | 12,3    | 6,4        |
| Métis             | 3,8               | 3,4     | 2,9        |
| Amérindiens       | 2,3               | 4,6     | 0,9        |
| Afro-Américains   | 1,1               | 4,1     | 12,6       |
| Asiatiques        | 0,6               | 2,8     | 4,8        |
| Total             | 100               | 100     | 100        |
|                   |                   |         |            |
| Latino-Américains | 47,9              | 29,7    | 16,7       |

Selon l'American Community Survey, pour la période 2011-2015, 77,74 % de la population âgée de plus de 5 ans déclare parler l’anglais à la maison, alors que 20,19 % déclare parler l'espagnol, 0,62 % le français et 1,44 % une autre langue.
| 1920   | 1930  | 1940  | 1950   | 1960   | 1970   |
| ------ | ----- | ----- | ------ | ------ | ------ |
| 15 362 | 9 886 | 8 698 | 12 805 | 11 509 | 10 330 |

| 1980   | 1990  | 2000  | 2010  | 2020  | - |
| ------ | ----- | ----- | ----- | ----- | - |
| 11 406 | 8 008 | 8 547 | 8 437 | 9 563 | - |